# Sistema de les tres edats

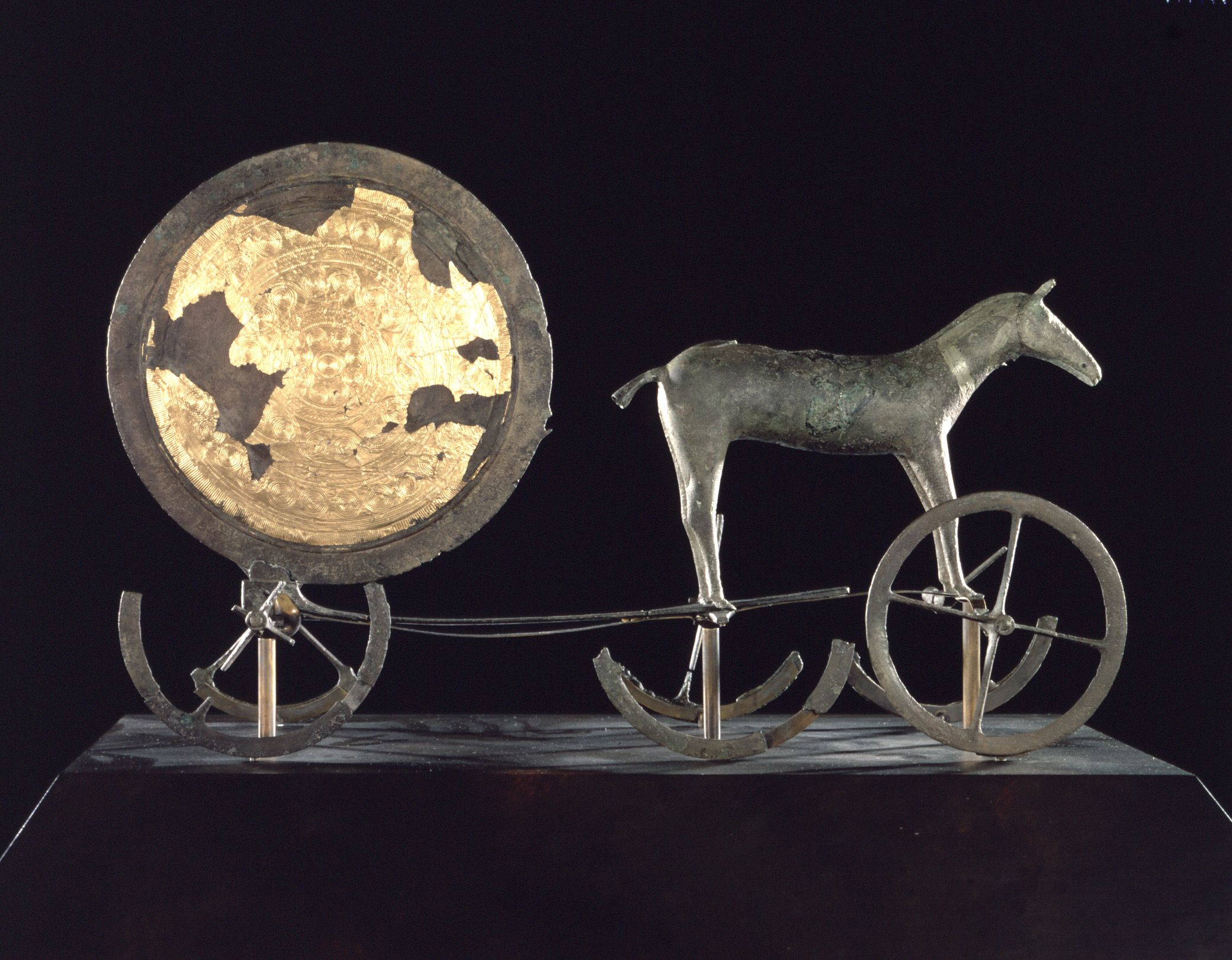
Carro Solar de Trundholm, edat del Bronze Nòrdica

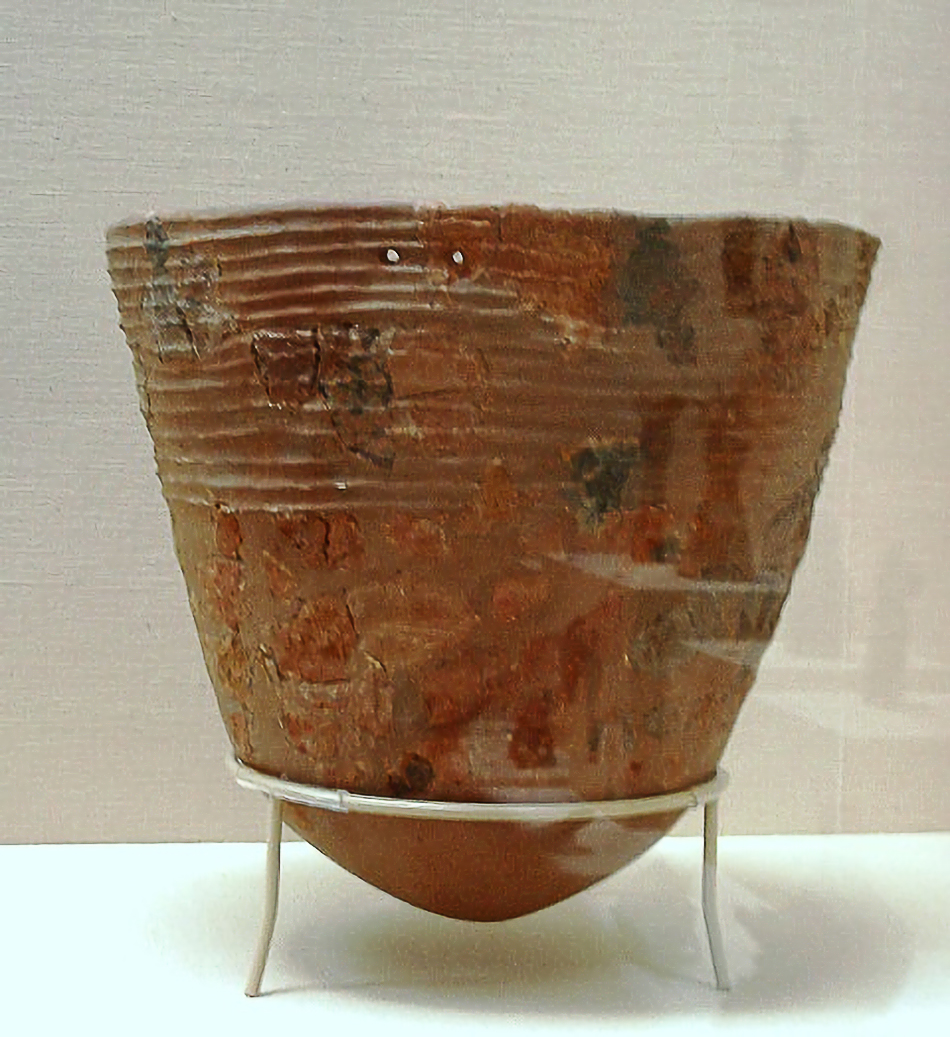
Ceràmica Jōmon, edat de pedra japonesa

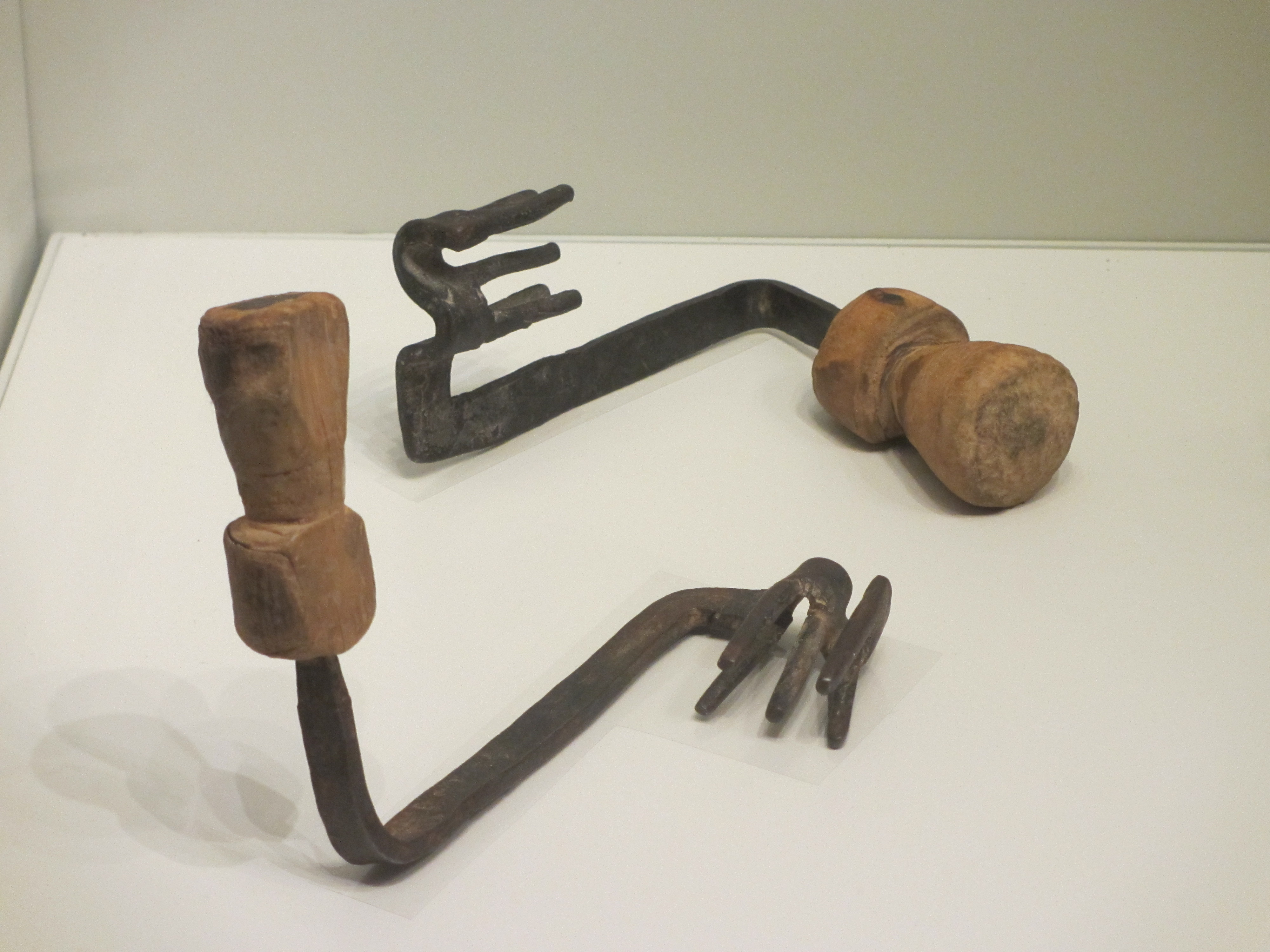
Claus de casa de l'edat de ferro de la Cova de les cartes, Nahal Hever Canyon, Museu d'Israel, Jerusalem

El sistema de les tres edats va ser un concepte metodològic utilitzat en història, arqueologia i antropologia física, adoptat durant el segle xix, segons el qual els artefactes i els esdeveniments de la prehistòria i la història antiga podien ser ordenats en una cronologia reconeixible. Inicialment va ser desenvolupada per C. J. Thomsen, director del Museu Reial d'Antiguitats Nòrdiques de Copenhaguen, amb l'objectiu de classificar la col·lecció del museu en funció del material de què estaven fets els objectes, és a dir, de pedra, bronze o ferro. Els primers en adoptar aquest sistema van ser investigadors britànics del camp de l'etnologia, els quals van utilitzar-lo per establir les diferents seqüències racials de la Gran Bretanya, en funció de les diferents tipologies de cranis. Actualment, aquesta etnologia craniològica que va formar aquest primer context acadèmic no té més valor científic que la cronologia relativa de l'edat de pedra, l'edat del bronze i l'edat del ferro; no obstant, aquesta encara és popular entre el públic general.
Aquesta estructura reflectia els antecedents de l'Europa mediterrània i de l'Orient pròxim, i aviat es va dividir en múltiples subdivisions, inclosa la partició de l'edat de pedra en paleolític, mesolític i Neolític per part de John Lubbock. No obstant, aquesta metodologia està molt limitada quan es tracta d'establir marcs cronològics a l'Àsia, Mesoamèrica o d'altres esferes culturals, i actualment és irrellevant per la recerca arqueològica i antropològica contemporània.

## Origen
El concepte de dividir l'època prehistòrica en edats, basant-se en els materials, es remunta molt enrere en la història europea, probablement fins a Lucreci, al segle i aC, però el sistema arqueològic actual de les tres edats principals, pedra, bronze i ferro, s'originà a partir del treball de l'arqueòleg danès Christian Jürgensen Thomsen (1788–1865), que va definir un sistema edificat sobre unes bases científiques més sòlides, centrades en l'estudi tipològic i cronològic de les eines i altres artefactes presents al Museu d'Antiguitats Nòrdiques de Copenhaguen (més tard Museu Nacional de Dinamarca). Més tard també utilitzaria artefactes i memòries d'excavacions que rebia d'altres arqueòlegs danesos que realitzaven excavacions controlades. La seva posició, com a curador del museu, li va atorgar la visibilitat suficient per convertir-se en una gran influència per l'arqueologia danesa. Essent conegut i ben considerat, explicava el seu sistema en persona als visitants del museu, molts dels quals eren arqueòlegs professionals.

### Les edats dels metalls d'Hesíode

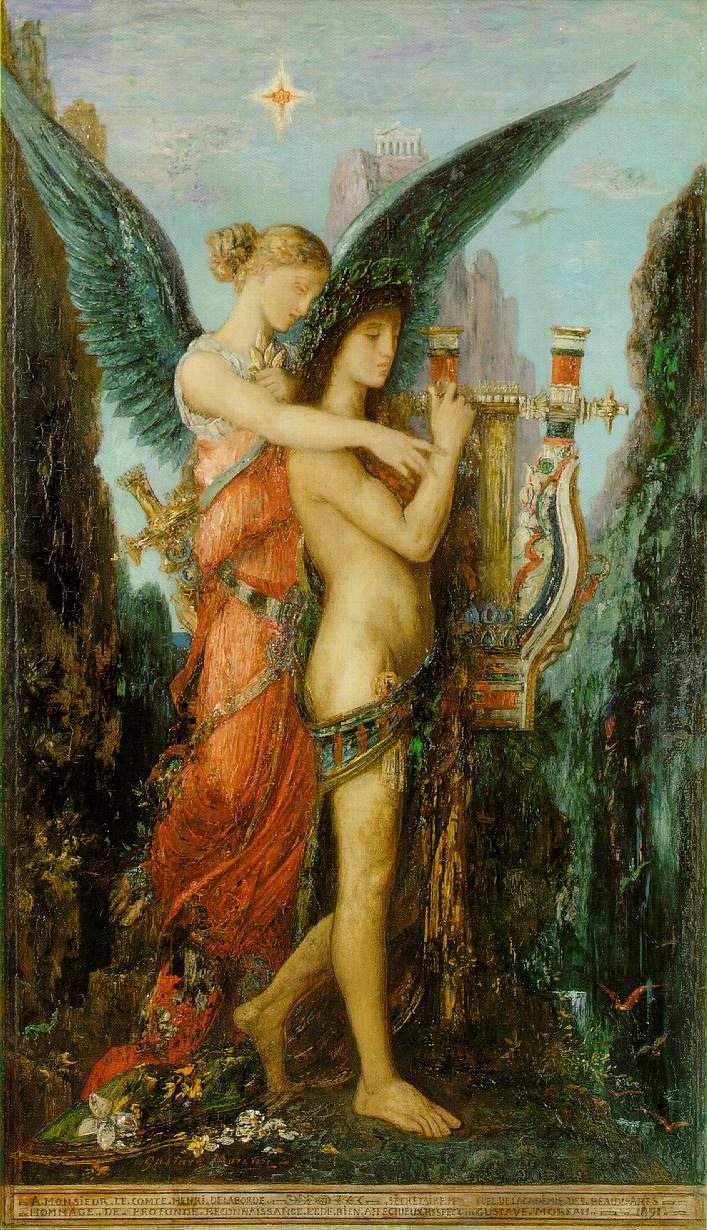
Hesíode inspirat per la mussa, Gustave Moreau, 1891

En el seu poema, Treballs i dies, el poeta de l'antiga Grècia Hesíode, possiblement entre el 750 i el 650 aC, va definir les cinc edats de l'Home successives: 1. Or, 2. Argent, 3. Bronze, 4. Heroic i 5. Ferro. Només les edats de bronze i ferro es basaven en l'ús del metall:
"... aleshores Zeus el pare va crear la tercera generació de mortals, l'edat del bronze ... Eren terribles i resistents, i l'acció espantosa d'Ares era seva, i la violència. ... Les armes d'aquests homes eren de bronze, i de bronze eren les seves cases, i treballaven com a bronzistes. Encara no hi havia cap ferro negre."
Hesíode tenia coneixement, gràcies a poemes tradicionals com la Ilíada, així com per l'existència de relíquies de bronze, que passaven de pares a fills, i que abundaven a la societat grega, que abans del predomini de l'ús del ferro en la fabricació d'eines i armes, el bronze havia estat el material preferit pels seus avantpassats i que el ferro no era ni tan sols forjat. La metàfora metal·lúrgica s'acabava aquí, ja que aleshores va barrejar metàfores, passant a centrar-se en el valor de mercat de cada metall. Com que el ferro era més barat que el bronze, encara abans hi hauria hagut una edat de l'or i una altra de l'argent. Hesíode teoritza unes edats dels metalls, però en un sentit de degradació, enlloc de progressió. Cada edat es caracteritza per una pèrdua de valors morals, en relació amb l'edat precedent. De la seva pròpia edat diu: "I desitjaria que jo no formés part de la cinquena generació dels homes, sinó que hagués mort abans de venir, o haver nascut quan hagi passat."

### El progrés de Lucreci
La metàfora moral de les edats dels metalls va seguir existint. Lucreci, no obstant, va canviar la degradació moral pel concepte de progrés, el qual concebia com una espècia de creixement individual de l'ésser humà. El concepte és evolutiu:
"Car la naturalesa del món, com a conjunt, s'altera cada edat. Tot ha de passar a través de fases successives. Res es manté per sempre com era abans. Tot es mou. Tot es transforma per la natura i forçat a anar per nous camins ... La Terra passa per fases successives, de manera que ja no pot suportar el que abans podia, i ara pot amb allò que no podia abans."

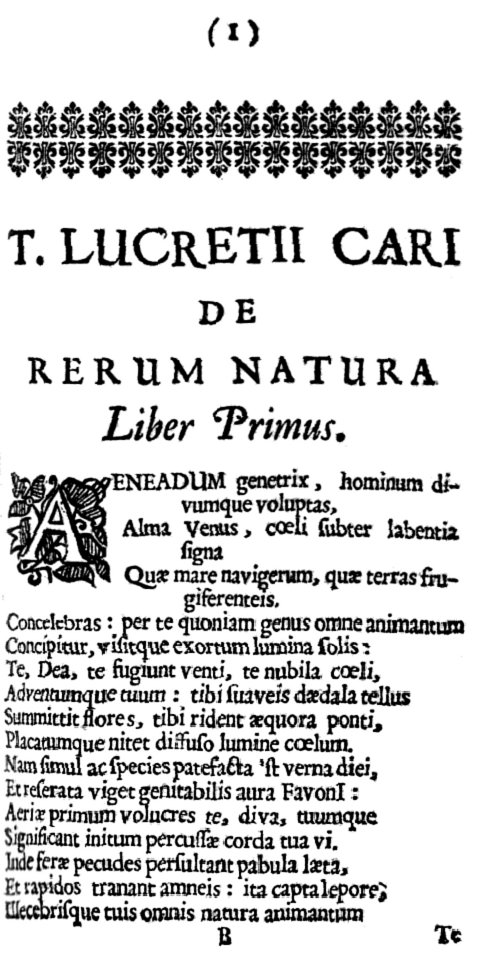
Pàgina 1 Capítol 1 de De Rerum Natura, 1675, dedicant el poema a Alma Venus

Els romans pensaven que les espècies d'animals, inclòs l'ésser humà, eren creats de manera espontània a partir dels materials de la Terra, motiu pel qual la paraula llatina mater, "mare", ha arribat a la llengua actual a través de la paraula matèria. Per Lucreci la Terra és una mare, Venus, a qui dedica el poema en les seves primeres línies. Va donar a llum a la humanitat per generació espontània, visió que, reduït a una fase molecular, i eliminant el seu antropomorfisme, és el mateix que defensa la química biològica actual. Havent nascut com a espècie, l'home ha de créixer i fer-se adult anàlogament a com ho fa un individu. Les diferents fases de la seva vida col·lectiva estaran marcades per l'acumulació de costums, i que finalment desembocaran en la formació d'una civilització material:
"Les primeres armes eren mans, ungles i dents. Després van venir les pedres i les branques arrancades dels arbres, i el foc i les flames tan aviat com van ser descobertes. Posteriorment els homes van descobrir com utilitzar el ferro i el coure. Amb el coure van aprendre a conrear la terra. Amb el coure van assotar les onades rompents de la guerra, ... Després, a poc a poc, l'espasa de ferro va sortir a la llum; la falç de bronze va caure en descrèdit; el pagès va començar a conrear la terra amb ferro, ..."
Lucreci va preveure un home pretecnològic "molt més dur que els homes actuals ... Vivien les seves vides a l'exterior, igual que els animals salvatges, viatjant a grans distàncies." L'etapa següent era l'ús de cabanes, foc, roba, llengua i la família. Ciutats estat, reis i ciutadelles els seguien. Lucreci suposava que la primera forja de metalls es va produir accidentalment als focs del bosc. L'ús de coure va seguir l'ús de pedra i branques, i va precedir l'ús del ferro.

### Primers estudis lítics

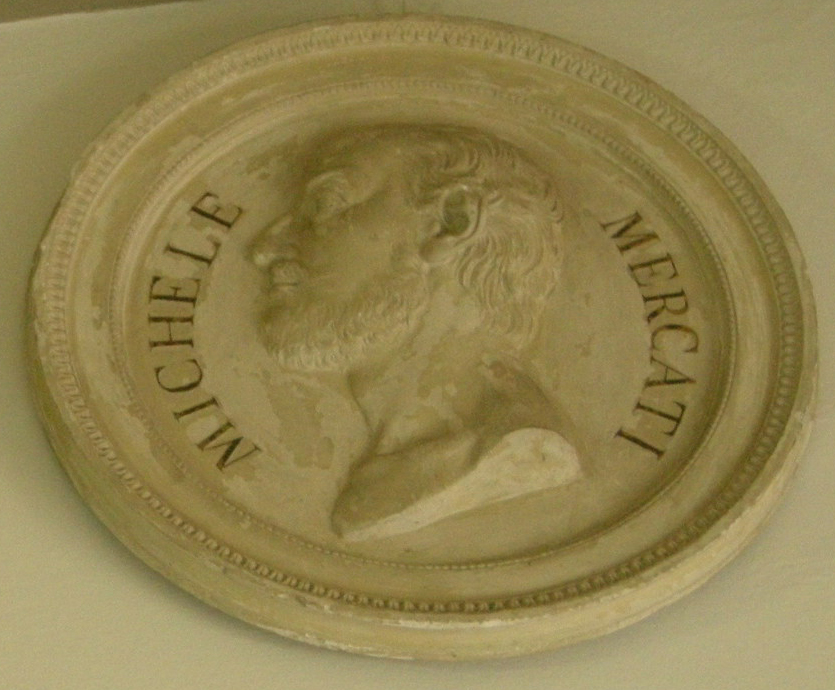
Michele Mercati, medalla commemorativa.

Cap al segle xvi, s'havia desenvolupat una tradició centrada en el fet observat, cert o fals, de que els objectes negres descoberts al llarg d'Europa, en grans quantitats, havien caigut del cel durant les tempestes, i es considerava que, per tant, havien estat generats pels llamps. Així ho eren en l'obra de Konrad Gessner De rerum fossilium, lapidum et gemmarum maxime figuris & similitudinibus, publicada a Zurich el 1565, i per molts altres menys coneguts. Aquests objectes eren coneguts amb el nom de ceraunia, "pedres dels llamps".
Aquestes ceraunia van ser recollides per moltes persones al llarg dels segles, inclòs Michele Mercati, superintendent del Jardí Botànic Vaticà, a finals del segle xvi. Mercati va portar la seva col·lecció de fòssils i pedres al Vaticà, on les estudiava per plaer, recopilant els seus resultats en un manuscrit, el qual va ser publicat pòstumament pel Vaticà a Roma el 1717 sota el nom Metallotheca. Mercati estava especialment interessat en la ceraunia cuneata, "pedres dels llamps amb forma de falca," les quals li semblava que s'assemblaven molt a destrals i puntes de fletxa, i que va passar a anomenar ceraunia vulgaris, "pedres dels llamps del poble," distingint-les, segons la seva opinió, de les habituals. El seu punt de vista estava basat en el que podria ser el primer anàlisi lític en profunditat dels objectes de la seva col·lecció, i el va portar a creure que aquests objectes eren artefactes, i a suggerir que l'evolució històrica d'aquests objectes seguia un esquema.
Examinant la superfície de les ceraunia, Mercati va detectar que les pedres eren de sílex, i que havien estat colpejades per tot arreu amb altres pedres per aconseguir, mitjançant percussió, la forma que tenien actualment. També va identificar la protuberància de la part inferior com el punt de fixació del mànec. Arribant a la conclusió de que aquests objectes no eren ceraunia, va comparar els seus objectes amb altres col·leccions, amb l'objectiu de determinar exactament què eren. Les col·leccions del Vaticà incloïen artefactes provinents del Nou Món amb les mateixes dimensions exactes de les suposades ceraunia. Les memòries dels exploradors les havien identificat com implements i armes o parts d'aquestes.
Mercati es plantejava la pregunta a si mateix, per què preferiria ningú fabricar armes de pedra enlloc de metall, un material superior? La seva resposta era que la metal·lúrgia devia ser desconeguda en aquell moment. Va citar passatges bíblics per demostrar que durant el període bíblic la pedra era el principal material utilitzat. També va recuperar el sistema de les tres edats de Lucreci, que descriu els períodes successius basats en l'ús de la pedra (i la fusta), el bronze i el ferro, respectivament. Com que la seva obra es va publicar molt tard, el punt de vista de Mercati ja s'estava desenvolupant independentment quan ho va fer; no obstant, els seus plantejaments van servir per afegir nous estímuls.

### Els usos de Mahudel i de Jussieu
El 12 de novembre de 1734, Nicholas Mahudel, metge, antiquari i numismàtic, va llegir un article en una conferència pública a l'Académie des inscriptions et belles-lettres, en la que va definir els tres "usos" de la pedra, el bronze i el ferro, en una seqüència cronològica. Aquest article l'havia presentat en diverses ocasions, aquell any, però havia estat rebutjat fins que la revisió de novembre no la va acceptar i publicar el 1740. Es titulava Les Monumens les plus anciens de l'industrie des hommes, et des Arts reconnus dans les Pierres de Foudres. Allí hi expandia els conceptes establerts per Antoine de Jussieu, a qui havien acceptat un article el 1723 titulat De l'Origine et des usages de la Pierre de Foudre. Segons Mahudel no només hi havia un ús per la pedra, sinó dos més, un pel bronze i l'altre pel ferro.
Mahudel va iniciar el seu tractat amb la descripció i classificació de les Pierres de Tonnerre et de Foudre, les ceraunia que tant interessaven a l'Europa de l'època. Després d'advertir a l'audiència que els objectes naturals i aquells creats per l'home són fàcilment confusibles, va dissertar que les "figures" o "formes que poden ser distingides (formes qui les font distingues)" de les pedres eren provocades per l'acció de l'home, no naturals:
"Va ser la mà de l'home que les va fer per servir com a instruments (C'est la main des hommes qui les leur a données pour servir d'instrumens...)"
La causa, prosseguia, era "la indústria dels nostres avantpassats (l'industrie de nos premiers pères)." Més tard afegia que els implements en bronze i ferro imitaven els usos de les pedres, suggerint un reemplaçament de la pedra pels metalls. Mahudel va anar amb compte de no atorgar-se el crèdit de la idea d'una successió dels usos al llarg del temps, dient: "va ser Michel Mercatus, metge de Climent VIII, qui va tenir primer aquesta idea". Tampoc va fer servir la paraula edat, sinó que només parlava dels temps dels usos. El seu ús del concepte l'industrie prefigura el terme del segle XX "indústries", però mentre que actualment aquest terme fa referència a tradicions d'eines específiques, per Mahudel només vol dir l'art de treballar la pedra i el metall, en general.

### El sistema de les tres edats de C. J. Thomsen

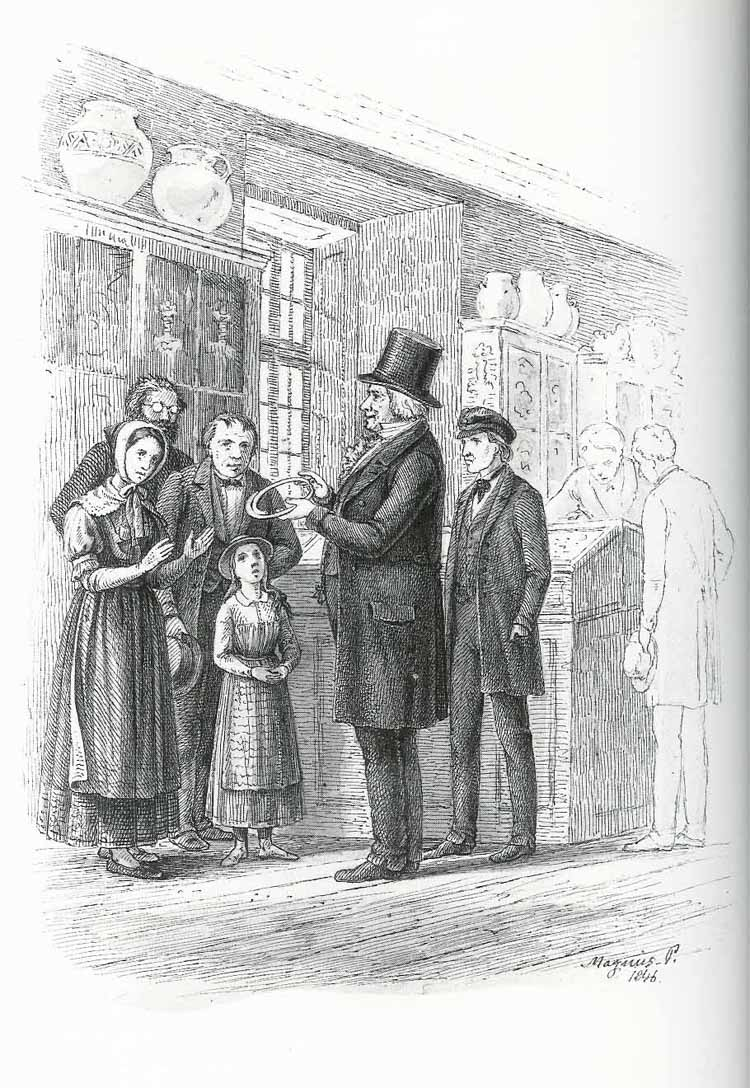
Thomsen explicant el sistema de les tres edats a visitants del Museu d'Antiguitats Nòrdiques, aleshores al Palau de Christiansborg, a Copenhagen, 1846. Dibuix de Magnus Petersen, il·lustrador de Thomsen.

Un pas important en el desenvolupament del sistema de les tres edats va arribar quan l'antiquari danès Christian Jürgensen Thomsen va tenir la possibilitat d'utilitzar la col·lecció nacional danesa d'antiguitats, els informes de les descobertes, així com les memòries d'excavacions contemporànies, per proveir d'una base sòlida i empírica el sistema. Va mostrar que els artefactes podien ser classificats en tipologies diverses al llarg del temps, d'una manera correlativa, amb predomini de la pedra, el bronze i el ferro en eines i armes. Així, va convertir el sistema de les tres edats, que fins aquell moment només era un esquema evolutiu basat en la intuïció i el coneixement general, en una cronologia relativa suportada per l'evidència arqueològica. En un primer moment, el sistema de les tres edats desenvolupat per Thomsen i pels seus contemporanis escandinaus, tals com Sven Nilsson o J.J.A. Worsaae, va ser afegit a la cronologia bíblica tradicional. No obstant, a partir de la dècada de 1830 van aconseguir independitzar-se de les cronologies textuals, basant-se principalment en la tipologia i l'estratigrafia.
El 1816 Thomsen, amb 27 anys, va ser nomenat com a successor de Rasmus Nyerup al càrrec de secretari de la Kongelige Commission for Oldsagers Opbevarung ("Comissió Reial per la Preservació d'Antiguitats"), la qual havia estat fundada el 1807. El càrrec era de franc; no obstant, Thomsen tenia els seus propis recursos. Quan fou nomenat, el bisbe Münter el va descriure com un "amateur amb una gran varietat d'èxits." Entre 1816 i 1819 va reorganitzar la col·lecció d'antiguitats de la comissió. El 1819 va obrir el primer Museu d'Antiguitats Nòrdiques, a Copenhaguen, en un antic monestir, per allotjar les col·leccions. It later became the National Museum.
Com els altres antiquaris, no hi ha dubte que Thomsen coneixia el model de les tres edats de la prehistòria a través de les obres de Lucreci, Dane Vedel Simonsen, Montfaucon i Mahudel. Distribuint el material de la col·lecció cronològicament va localitzar quins tipus d'artefactes coincidien en uns mateixos dipòsits i quins no, acció que li permetia discernir quines tendències eren exclusives de períodes concrets. D'aquesta manera, va descobrir que les eines de pedra no coincidien en els mateixos jaciments que aquelles fetes de bronze o ferro, i que la tendència era idèntica entre les de bronze i les de ferro; així, es podien definir els períodes diferents en funció dels materials descoberts, si eren de pedra, bronze o ferro.
Per Thomsen les circumstàncies dels descobriments eren la clau per la datació. El 1821 escrivia al seu company prehistoriador Schröder:
"res és més important que fer notar que, fins ara, no hem prestat prou atenció a què es va trobar amb què."
i el 1822:
"encara no sabem suficient sobre la majoria d'antiguitats, tampoc; ... només els futurs arqueòlegs podran decidir, però no ho podran fer mai si no observen quines coses han estat trobades juntes i les nostres col·leccions no són portades a un més gran grau de perfecció."
Aquest anàlisi, emfatitzant la co-ocurrència i l'atenció sistemàtica del context arqueològic, van permetre a Thomsen construir un marc cronològic dels materials de la seva col·lecció, així com classificar les noves descobertes amb relació a la cronologia que s'havia establert, fins i tot desconeixent el seu lloc de procedència. En aquest sentit, el sistema de Thomsen era un autèntic sistema cronològic, més que no pas un sistema evolutiu o tecnològic. No se sap del cert quan es va establir del tot la seva cronologia, però els visitants del museu el 1825 eren instruïts en els seus mètodes. Aquell any també va escriure el següent a J.G.G. Büsching:
"Per posar els artefactes en el seu context apropiat considero que és més important prestar atenció a la seva seqüència cronològica, i crec que la vella idea de primer la pedra, després el coure, i finalment el ferro, sembla la més fermament establerta, pel que fa al cas d'Escandinàvia."
Cap al 1831 Thomsen estava tant convençut de la utilitat dels seus mètodes que va fer circular un pamflet: "Els artefactes escandinaus i la seva preservació, recomanant als arqueòlegs que "observessin amb la major cura" per detectar el context de cada artefacte. El pamflet va tenir un efecte immediat. Els resultats que li enviaven confirmaven la universalitat del sistema de les tres edats. Thomsen també va publicar articles, el 1832 i el 1833, a la Nordisk Tidsskrift for Oldkyndighed, "Revista Escandinava d'Arqueologia." Ja tenia una reputació internacional quan, el 1836, la Societat Reial d'Antiguitats Nòrdiques va publicar la seva contribució il·lustrada en una "Guia d'Arqueologia Escandinava", en la qual descrivia la seva cronologia, juntament amb comentaris sobre la tipologia i l'estratigrafia.

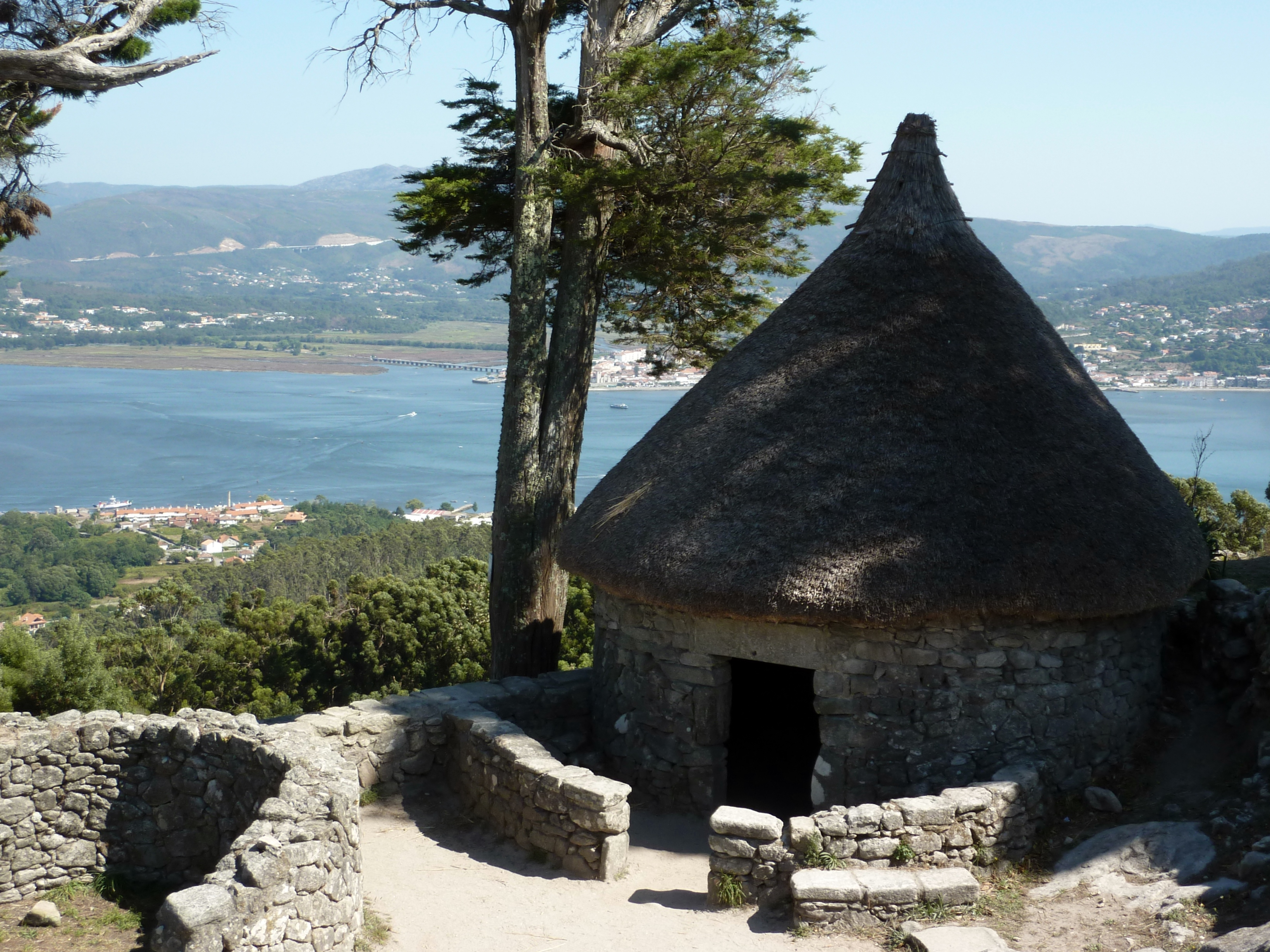
Casa de l'edat de ferro reconstruïda a Santa Trega (Galícia)

Thomsen va ser el primer en percebre tipologies de béns funeraris, tipus de tombes, mètodes d'enterrament, ceràmiques i motius decoratius, així com d'assignar aquestes tipologies a les capes estratigràfiques trobades a l'excavació. Les seves publicacions i els consells personals als arqueòlegs danesos, en relació als millors mètodes d'excavació, van produir uns resultats immediats, no només verificant empíricament el seu sistema, sinó també situant Dinamarca al capdavant de l'arqueologia europea per, almenys, una generació sencera.

## Subdivisions de l'edat de pedra

### Els salvatges i la civilització de Sir John Lubbock
Fins una generació després els arqueòlegs britànics no van arribar al nivell dels danesos. Quan ho van aconseguir, la figura principal també va ser una persona que podia valer-se per si mateixa, John Lubbock, 1r baró d'Avebury. Després de revisar el sistema de les tres edats, des de Lucreci fins a Thomsen, Lubbock va millorar el sistema i encara el va portar a un altre nivell, el de l'antropologia cultural. Thomsen s'havia centrat en les tècniques de classificació arqueològiques. Lubbock va trobar correlacions en les costums dels salvatges i la civilització.

En el seu llibre de 1865, Prehistoric Times ("temps prehistòrics"), Lubbock divideix l'edat de pedra a Europa, i probablement al pròxim orient i a l'Àfrica, entre paleolític i Neolític:
1. "Aquell del llim... Aquell podria ser anomenat període 'paleolític'."
2. "El posterior, o edat de pedra polida ... en el qual, no obstant, no hi trobem cap traça ... de cap metall, excepte l'or ... Aquest podria anomenar-se període 'neolític'."
3. "L'edat del bronze, en la qual el bronze era utilitzat per fer armes i instruments tallants de tota classe."
4. "L'edat de ferro, en la qual aquest metall ha substituït el bronze."

Per "llim" Lubbock vol dir llim del riu, el sediment dipositat per un riu. Per la interpretació dels artefactes paleolítics, Lubbock, exposant que els temps estan més enllà de la història i la tradició, suggereix una analogia, que va ser adoptada pels antropòlegs. Tal com els paleontòlegs utilitzen els elefants moderns per reconstruir els fòssils de paquiderms, està justificat que els arqueòlegs utilitzin les costums dels "salvatges sense metalls" de l'actualitat per entendre "les primeres races que van habitar el continent". Va dedicar tres capítols a aquest tema en concret, cobrint els "salvatges moderns" de l'Índia, de l'oceà Pacífic i l'hemisferi occidental, però el dèficit en el que avui s'anomenaria el seu professionalisme feien que aquest camp encara es trobés als seus inicis:
"Potser es podria pensar ... que he seleccionat ... els passatges més desfavorables dels salvatges ... En realitat és totalment al contrari. ... La seva condició real és pitjor i molt més extrema del que jo he intentat descriure."

### El Mesolític esmunyedís de Hodder Westropp

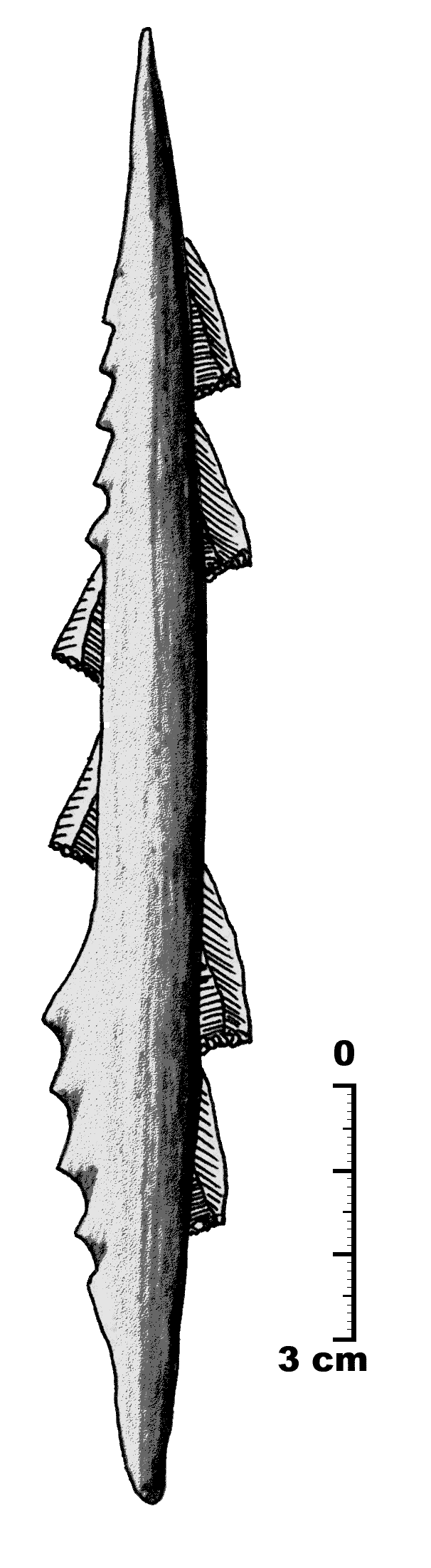
Arpó d'os amb micròlits afegits, complement de caça compost de tipus 5.

L'ús dels conceptes paleolític ("antiga edat de pedra") i neolític ("nova edat de pedra"), batejats per Sir John Lubbock, va popularitzar-se molt ràpidament. Així i tot, van ser aplicats en dos vessants diferents: la geologia i l'antropologia. Els anys 1867 i 1868 Ernst Haeckel, en 20 seminaris que va impartir a Jena, titulats General Morphology ("morfologia general"), que més tard es publicarien, el 1870, es referia a l'arqueolític, el Paleolític, el Mesolític i el Cenolític com períodes de la història geològica de la Terra. Aquests termes només els podia haver tret de Hodder Westropp, que havia adoptat el terme paleolític de Lubbock, inventat el terme mesolític ("mitjana edat de pedra") i Cenolític, aquest darrer en substitució del Neolític de Lubbock. Cap d'aquests conceptes apareixia enlloc més, inclosos els escrits de Haeckel d'abans de 1865.
Westropp va batejar els termes mesolític i Cenolític el 1865, gairebé immediatament després de la publicació de la primera edició de l'obra de Lubbock. Va parlar-ne en un seminari davant de la Societat Antropològica de Londres, el 1865, i un any més tard va publicar un article a Memoirs. Després d'afirmar:
"L'home, en totes les edats i en totes les fases del seu desenvolupament, és un animal constructor d'eines."
Westropp continua amb el seu argument per definir "diverses èpoques de pedra foguera, pedra, bronze o ferro; ...", tot i que mai va distingir la pedra foguera de l'edat de pedra (després d'adonar-se que n'era una i la mateixa), pe`ro va dividir l'edat de pedra de la següent manera:
1. "complements de pedra foguera del llim de grava"
2. "complements de pedra foguera trobats a Irlanda i Dinamarca"
3. "complements de pedra polida"

Aquestes tres edats les va anomenar com paleolític, mesolític i cainolític. Va anar amb compte de qualificar-los de la següent manera:
"La seva presència per tant no és sempre una evidència de gran antiguitat, sinó un estat primitiu i bàrbar; ..."
El salvatgisme de Lubbock era ara el barbarisme de Westropp. L'exposició més completa del Mesolític va haver d'esperar fins al seu llibre, Pre-Historic Phases ("bases prehistòriques"), dedicat a Sir John Lubbock i publicat el 1872. En aquell moment va restaurar el terme neolític de Lubbock i va definir una edat de pedra dividida en tres fases i cinc etapes:
- La primera etapa, Implements of the Gravel Drift ("complements del llim de grava"), conté objectes que eren "més o menys colpejats per donar-los la forma".[41] Les seves il·lustracions mostren eines de pedra de tipus 1 i 2, bàsicament destrals de mà acheulianes. Actualment se situen en el Paleolític inferior.

- La segona etapa, Flint Flakes ("escates de pedra") eren de "forma simple" i sense nucli.[42] Westropp diferia, en aquest punt, del pensament actual, ja que el tipus 2 conté escates per raspadors i eines similars. Les seves il·lustracions, això no obstant, mostren tipus 3 i 4, del Paleolític mitjà i el recent. La seva anàlisi lítica extensiva no deixa espai per als dubtes. Tanmateix, formen part del Mesolític de Westropp.

- La tercera etapa, "una etapa molt més avançada", en la qual "les escates de pedra eren modelades per donar forma", va donar peu a les puntes de fletxa, a partir d'una peça de pedra destruïda en "centenars de peces", seleccionant les més adients i treballant-les amb un punxó.[43] Les il·lustracions mostren que tenia micròlits, o eines de tipus 5, entre mans. Així, el seu mesolític és parcialment el mateix que es coneix avui.

- La quarta etapa és una part del Neolític que és transitori cap a la cinquena etapa: destrals amb vores afilades que portaven cap a complements totalment afilats i polits. L'agricultura de Westropp desapareix fins a l'edat del bronze, mentre que el neolític és de pastors. El Mesolític quedava reservat als caçadors.

### Piette troba el Mesolític

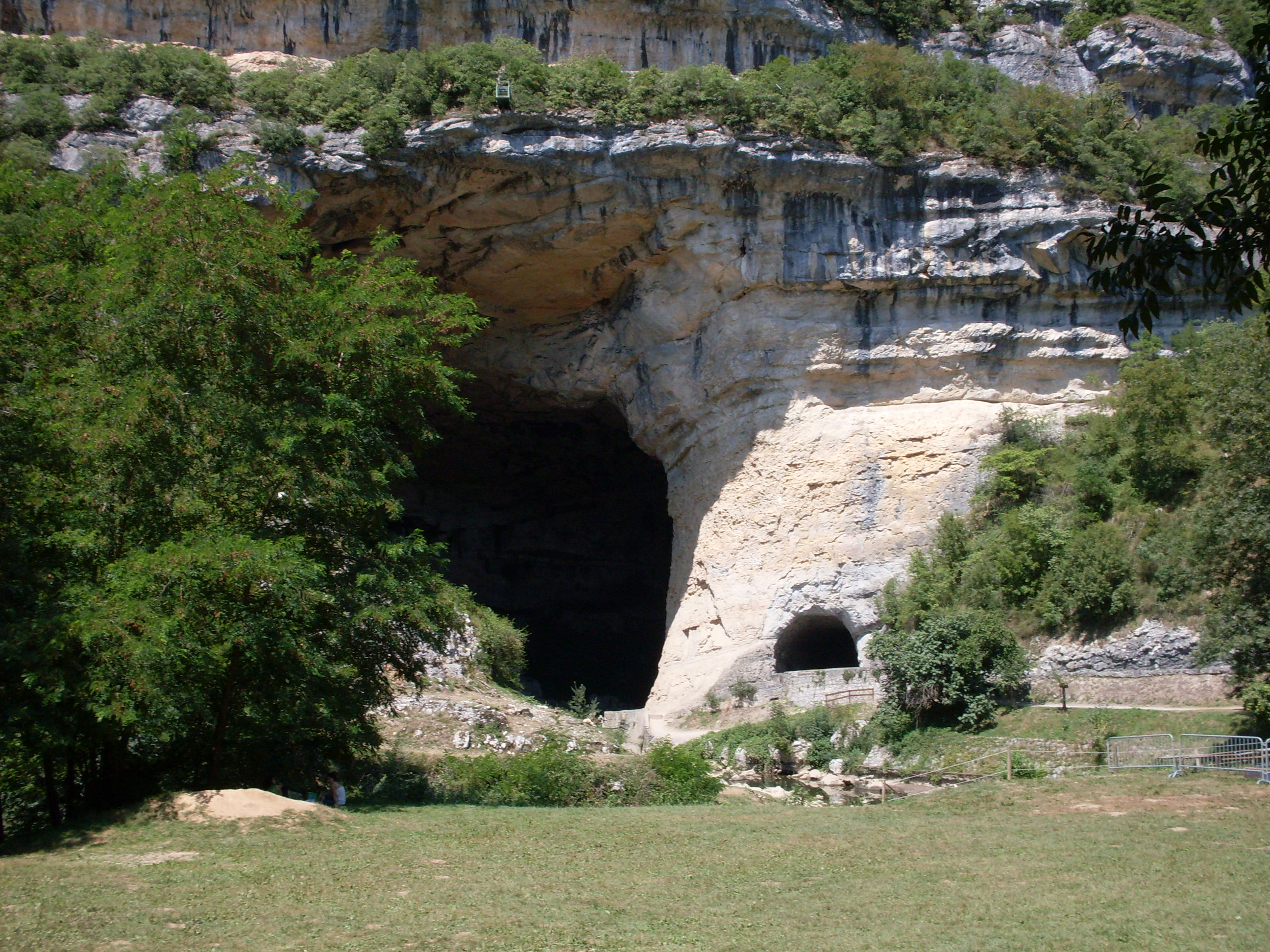
Cova de Lo Mas d'Asilh

Aquell mateix any, el 1872, John Evans va produir una extensa obra, The Ancient Stone Implements ("els antics instruments de pedra", en el qual repudiava el terme mesolític, ignorant-lo, i negant-se a esmentar el mot en edicions posteriors. Va escriure:
"Sir John Lubbock ha proposat anomenar-los període arqueolític, o paleolític, i neolític, respectivament; termes que han rebut gairebé acceptació general, i els quals jo mateix avalo en el transcurs d'aquesta obra."
Evans, no obstant, no va seguir la tendència general de Lubbock, centrat en la classificació tipològica. En lloc d'això, va decidir basar-se en la tipologia de l'indret on s'havien fet els descobriments, com a criteri principal, seguint els conceptes descriptius de Lubbock, com ara el d'eines del llim. Lubbock havia identificat el llim dels rius com indrets on es podia trobar material paleolític. Evans va afegir-hi les coves i les grutes. En oposició al llim i a les coves i havia els emplaçaments a l'aire lliure, on les eines es trobaven en indrets descontextualitzats. Evans, doncs, va decidir que no tenia cap més opció que assignar-los tots al període més recent. Així, aquests darrers els va situar al Neolític, utilitzant el concepte "Surface Period" ("període de superfície").
Havent llegit Westropp, Sir John Evans sabia perfectament que tots els instruments considerats mesolítics eren descobriments de superfície. Tot i així, va utilitzar el seu prestigi per intentar eliminar el concepte de mesolític tant com va poder, però el públic podia veure que els seus mètodes no eren tipològics. Els científics menys prestigiosos seguien publicant en petites revistes articles sobre el Mesolític. Per exemple Isaac Taylor, en la seva obra The Origin of the Aryans ("l'origen dels aris") de 1889, esmenta breument el Mesolític, exposant que formava "una transició entre els períodes paleolític i neolític". Sir John va seguir oposant-se al terme fins l'edició de 1897 de la seva obra.
Mentrestant, Haeckel havia abandonat totalment els usos geològics dels termes -lític. Els conceptes de paleozoic, mesozoic i cenozoic havien aparegut a principis del segle xix, i s'estaven convertint en la terminologia predominant de l'àmbit geològic. Adonant-se que es trobava fora de lloc, Haeckel va començar a canviar el seu discurs per adaptar-se al sistema -zoic, a principis de 1876, en la seva obra The history of creation ("història de la creació"), situant la finalització -zoic entre parèntesis al costat de la forma -lític.
El guant va ser llençat oficialment contra Sir John per part de J. Allen Brown, parlant per l'oposició davant de l'Institut Antropològic, el 8 de març de 1892. En aquesta jornada va començar l'atac parlant d'un "parèntesi" en l'evolució humana:
"Ha estat assumit, en general, que hi va haver un trencament entre els períodes durant els quals ... el continent d'Europa va ser habitat pels homes paleolítics i els seus successors neolítics ... Cap causa física, cap raó adequada ha estat mai assignada a aquest gran parèntesi en l'existència humana ...."
El gran parèntesi, en aquella època, era entre l'arqueologia francesa i la britànica, ja que la primera ja havia descobert aquest trencament 20 anys abans i ja havia considerat tres possibles respostes i arribat a una solució, la moderna. No sabem si Brown desconeixia aquest fet o ho fingia. El 1872, el mateix any de la publicació d'Evans, Gabriel de Mortillet havia presentat aquest trencament davant del Congrés Internacional d'Antropologia de Brussel·les:
"Entre el Paleolític i el neolític, hi ha un ample i profund trencament, un gran parèntesi."
Aparentment, l'home prehistòric estava caçant amb eines de pedra un any, i conreant, amb animals domèstics i, també, amb eines de pedra, el següent. Mortillet postulava a favor d'un "temps ara desconegut (époque alors inconnue)" per omplir el buit. La caça per descobrir aquest "desconegut" havia començat. El 16 d'abril de 1874 Mortillet es va retractar. "Aquest parèntesi no és real (Cet hiatus n'est pas réel)," va dir davant de la Société d'Anthropologie, exposant que només era un buit d'informació. L'altre teoria era que hi havia hagut un buit per la naturalesa que, a conseqüència de l'edat de gel, havia fet que els homes es retiressin d'Europa. La informació, doncs, s'havia de descobrir. El 1895 Piette va dir que havia sentit a Lartet parlar de "les restes del període intermedi (les vestiges de l'époque intermédiaire)", que encara s'havien de descobrir, però que Lartet no havia publicat el seu punt de vista. El buit, doncs, s'havia convertit en una transició. No obstant això, Piette deia:
"Vaig tenir la sort de descobrir les restes d'aquest temps desconegut que separava el període magdalenià d'aquell de les destrals de pedra polida ... va ser a Lo Mas d'Asilh el 1887 i el 1888, quan vaig fer aquest descobriment."
Piette havia excavat un jaciment de la cultura aziliana, les bases de l'actual Mesolític. El jaciment el va trobar entre el magdalenià i el neolític. Les eines eren similars a les trobades en les deixalleries-cuines daneses, considerades del període de superfície per Evans, i que eren la base del Mesolític de Westropp. Eren eines de pedra, o micròlits, de tipus 5. Tot i així Piette no va esmentar ni Westropp ni el concepte mesolític. Per ell això només era una "solució de continuïtat (solution de continuité)", en la que li assignava la semidomesticació del gos, el cavall, la vaca, etc., els quals van "facilitar enormement la feina dels homes del Neolític (a beaucoup facilité la tàche de l'homme néolithique)." Brown, el 1892, no esmenta Lo Mas d'Asilh. Sí que parla, però de la "transició o forma mesolítica", però per ell les "destrals afilades i treballades per tota la superfície", esmentades per Evans, eren les primeres fases del Neolític. Mentre Piette considerava que havia descobert una cosa nova, Brown volia trencar amb les eines considerades del Neolític.

### L'epipaleolític i el protoneolític de Stjerna i Obermaier

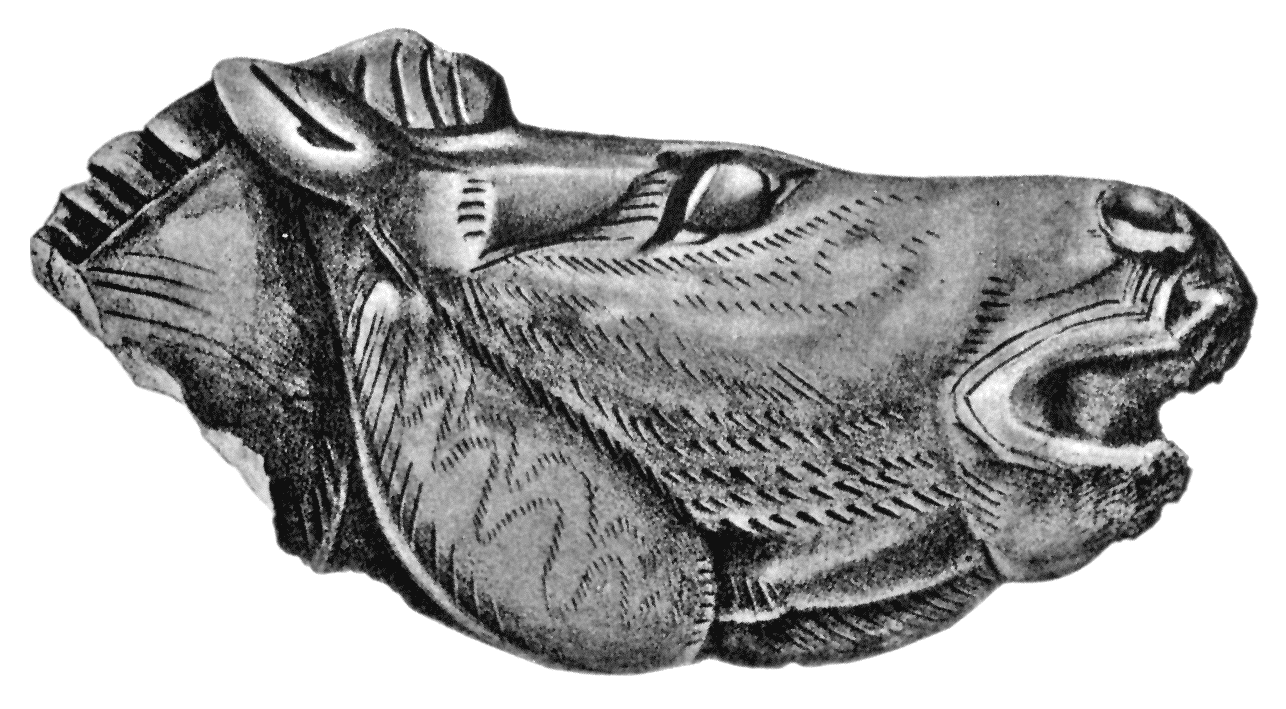
Petita figura magdaleniana representant un cavall.

Sir John Evans mai va canviar d'opinió, provocant una dicotomia en la visió del Mesolític, així com una multiplicitat de noms confusos. A l'Europa continental tot semblava encaminat: hi havia un mesolític diferenciat, amb les seves pròpies eines, que com els costums, eren de transició cap al Neolític. Aleshores, el 1910, l'arqueòleg suec Knut Stjerna va afegir un nou problema al sistema de les tres edats: tot i que una cultura es classificava predominantment com un període, podia comptar amb material que era igual o semblant al d'un altre. El seu exemple era el període escandinau de les tombes de galeria. Aquest període no era uniformement neolític, sinó que contenia alguns objectes de bronze i, encara més important per ell, tres subcultures diferents.
Una d'aquestes "civilitzacions" (subcultures), que es trobava al nord i a l'est d'Escandinàvia, era força diferent, mostrant poques tombes de galeria, i apareixent, en canvi, moltes tombes de pedres alineades que contenien materials d'os, com puntes d'arpó i de javelina. També va observar que "havien persistit durant el Paleolític recent, així com durant el protoneolític." Aquí utilitzava un nou terme, "protoneolític", que segons opinava s'havia d'aplicar a la cultura de cuines-abocadors danesos.
Stjerna també va dir que la cultura oriental "està lligada a la civilització paleolítica (se trouve rattachée à la civilisation paléolithique)." No obstant, no era una cultura intermediària, i d'aquest intermediari va dir que "no els podem discutir aquí (nous ne pouvons pas examiner ici)." Aquesta cultura "adjunta" i no de transició havia de rebre el nom d'epipaleolític, que definia de la següent manera:
"Amb epipaleolític defineixo el període durant els primers dis que van seguir l'edat del ren, aquell que va retenir les costums del Paleolític. Aquest període té dues etapes a Escandinàvia, el maglemosià i el Kunda. (Par époque épipaléolithique j'entends la période qui, pendant les premiers temps qui ont suivi l'âge du Renne, conserve les coutumes paléolithiques. Cette période présente deux étapes en Scandinavie, celle de Maglemose et de Kunda.)"

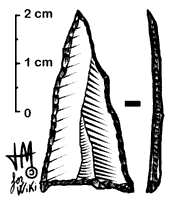
Punta tardenosiana de tipus 5—Mesolític o epipaleolític?

No es fa cap esment a un mesolític, però el material que va descriure havia estat, amb anterioritat, connectat amb el Mesolític. No és clar si Stjerna va intentar que el protoneolític i l'Epipaleolític substituïssin el Mesolític, però Hugo Obermaier, un arque+oleg alemany que va ensenyar i treballar durant molts anys a Espanya, a qui sovint se li han atribuït aquests conceptes erròniament, els va utilitzar per realitzar un atac contra el concepte sencer del Mesolític. Va presentar els seus punts de vista a El Hombre fósil ("l'home fòssil"), publicat el 1916, que va ser traduït a l'anglès el 1924. Considerant l'Epipaleolític i el protoneolític com una "transició" i un element "provisional", va afirmar que no eren cap mena de "transformació:"
"Però en la meva opinió aquest concepte no està justificat, com seria en cas que aquestes fases presentessin un desenvolupament evolutiu natural – una transformació progressiva del Paleolític al Neolític. En realitat, la fase final de la indústria capsiana, les indústries tardenosiana, aziliana i maglemosiana septentrional, són els descendents pòstums del Paleolític ..."
Les idees de Stjerna i Obermaier van introduir una certa ambigüitat a la terminologia, la qual els següents arqueòlegs van trobar i segueixen trobant confús. L'epipaleolític i el protoneolític tracten les mateixes cultures, més o meys, que toca el Mesolític. Les publicacions sobre l'edat de pedra, a partir del 1916, inclouen certes explicacions d'aquesta ambigüitat, deixant espai per diversos punts de vista. Estrictament parlant, l'Epipaleolític és la primera part del Mesolític. Alguns autors l'identifiquen amb el Mesolític. Per d'altres, és una transició entre el Paleolític superior i el Mesolític. L'ús exacte en cada context depèn de la tradició arqueològica o del propi judici dels arqueòlegs com a individus. El debat segueix obert avui dia.

### Inferior, mitjà i superior de Haeckel a Sollas

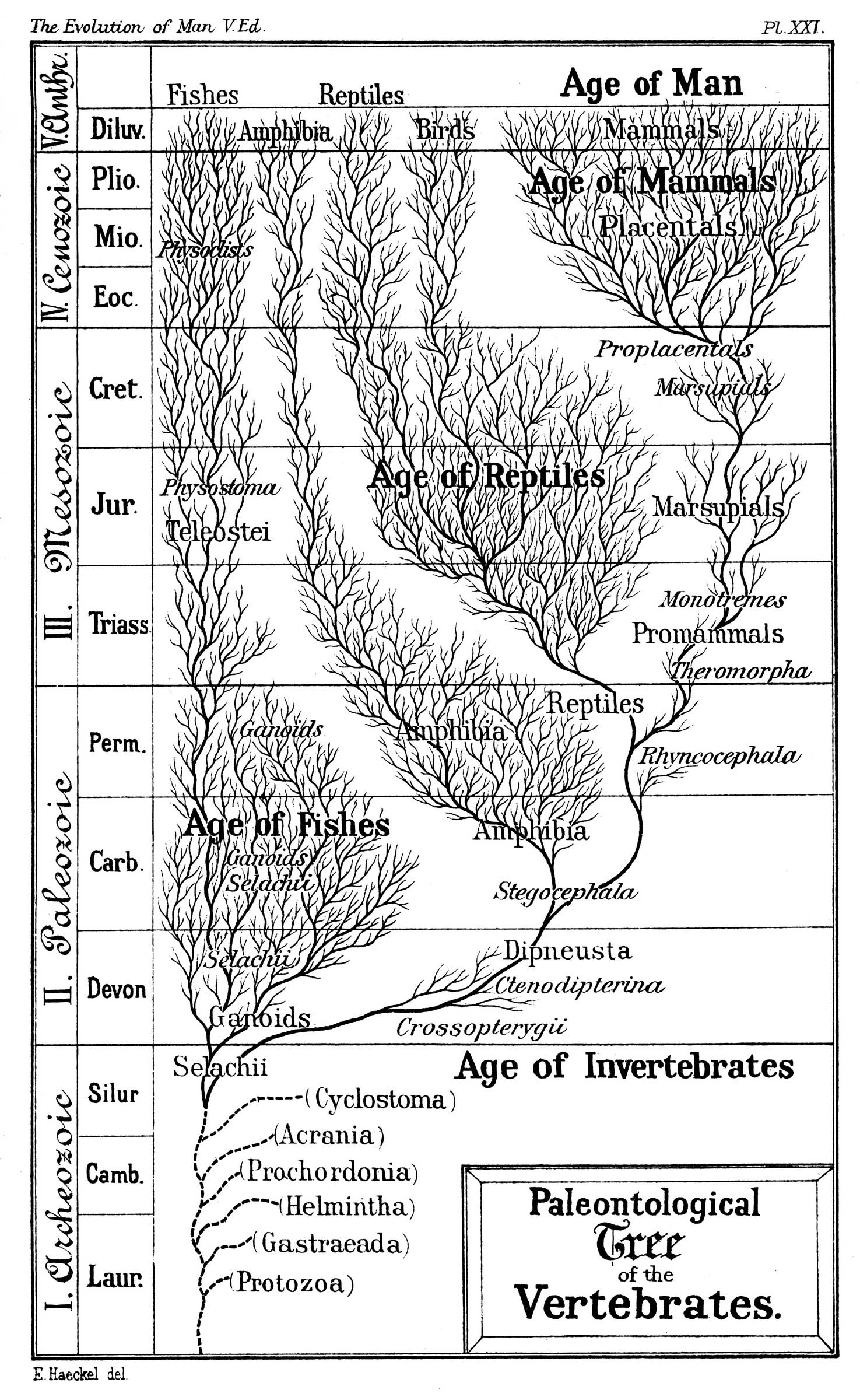
Arbre de Haeckel creixent a través de les capes. En geologia, la divisió tripartita no va resistir el pas del temps.

L'aproximació postdarwiniana als noms dels períodes de la història de la Terra es va centrar, primer, en l'espai de temps: inicial (Paleo-), mitjà (Meso-) i tardà (Ceno-). Aquesta conceptualització, automàticament, imposa una subdivisió en tres edats a qualsevol període, el qual és predominant en l'arqueologia moderna: inicial, mitjana i posterior edat del bronze; inicial, mitjà i tardà minoic, etc. El criteri és si els objectes en qüestió semblen simples o elaborats. Si un horitzó conté objectes que són posteriors al tardà i més simples que aquest, són sub-, com en submicènic.
Les presentacions d'Ernst Haeckel partien d'un punt de vista diferent. En la seva History of Creation ("història de la creació"), de 1870, presentava les edats com "estrats de l'escorça terrestre", preferint anomenar-los "superior", "mitjà" i "inferior", basant-se en l'ordre en què trobava les capes. El seu anàlisi mostrava un Pliocè superior i inferior, així com un Diluvial (el seu nom pel Plistocè) superior i inferior. Haeckel, no obstant, es basava principalment en Lyell. En la primera edició, de 1833, de l'obra Principles of Geology ("principis de geologia"), Lyell va idear els termes Eocè, Miocè i Pliocè, per determinar els períodes en els quals els "estrats" contenien alguns (Eo-, "inicial"), menys (Mio-) i grans (Plio-) nombres de "mol·luscs representats entre els fòssils d'Europa occidental". L'Eocè estaria dividit en Inferior, Mitjà i Superior; el Miocè en Inferior i Superior; i el Pliocè en Antic i Nou, esquema que indicaria una equivalència entre Inferior i Antic, i Superior i Nou.
En una versió francesa, Nouveaux Éléments de Géologie ("nous elements de geologia"), el 1839, Lyell anomena el Pliocè antic el Pliocè, i el Pliocè No el Plistocè (Plist-, "més"). Més tard, a l'obra Antiquity of Man ("antiguitat de l'home"), de 1863, va retrocedir al seu esquema previ, afegint els conceptes "posterciari" i "postpliocè". El 1873, en la quarta edició del llibre Antiquity of Man, va restaurar el Plistocè i el va identificar amb el postpliocè. Com que aquesta obra va ser pòstuma, ja no es va sentir res més de Lyell. Viu o mort, la seva obra va ser immensament popular entre científics i el públic general per igual. El concepte de "Plistocè" va tenir molt èxit; és probable que restaurés el nom per petició popular. El 1880, William Dawkins va publicar The Three Pleistocene Strata ("Els tres estrats del Plistocè"), que contenia un manifest per l'arqueologia britànica:
"La continuïtat entre la geologia, l'arqueologia prehistòrica i la història és tant directe que és impossible visualitzar els primers humans, en aquest país, sense utilitzar els resultats d'aquestes tres ciències."
Va intentar utilitzar l'arqueologia i la geologia per "apartar el vel" que tapava les cultures dels pobles esmentats en documents protohistòrics, com ara els Comentaris de Juli Cèsar, o l'obra Agricola de Tàcit. Adoptant l'esquema de Lyell del Terciari, va dividir el Plistocè entre Inicial, Mitjà i Tardà. Només el Paleolític cauria al Plistocè; el neolític es trobaria en el "període prehistòric" subseqüent. Dawkins defineix el que es convertiria en paleolític superior, mitjà i inferior, excepte que ell els anomena "Cova-Terra superior i Breccia," "Cova-Terra mitjà," i "Sorra roja inferior," amb referències als noms de les capes. L'any següent, el 1881, James Geikie va solidificar la terminologia en paleolític superior i inferior:
"A la cova de Kent els elements obtingut de les capes més baixes tenien unes característiques molt menys treballades que les dels diversos objectes detectats a la cova superior ... I ha d'haver passat molt temps entre la formació de la capa paleolítica inferior i la superior en aquella cova."
El paleolític mitjà, en el sentit modern del concepte, va aparèixer el 1911, en la primera edició de l'obra de William Johnson Sollas Ancient Hunters ("caçadors antics"). Abans d'això havia estat utilitzat en diversos sentits. Sollas associa el període amb la tecnologia mosteriana i la població amb els tasmanis. En la segona edició, el 1915, va canviar d'idea per raons que encara no estan clares. El mosterià havia passat al Paleolític inferior, i el poble va canviar cap als aborígens australians; a més, l'associació es va fer amb els neandertals i el levalloisà. Sollas deia amb melancolia que estaven "al centre de l'època paleolítica." Sense saber-ne les seves raons, el públic no en va fer massa cas. A partir del 1911, el mosterià forma part del Paleolític mitjà. Alfred L. Kroeber, en l'obra de 1920 Three essays on the antiquity and races of man ("tres assajos sobre l'antiguitat i les races de l'home"), tornat a paleolític inferior, explica que ho fa seguint Gabriel de Mortillet. El públic angloparlant va seguir amb el Paleolític mitjà.

### Inicial i tardà de Worsaae
Thomsen havia formalitzat el sistema de les tres edats quan el va publicar, el 1836. El següent pas cap endavant va ser la formalització del Paleolític i el neolític, per part de Sir John Lubbock, el 1865. Durant aquest període Dinamarca va liderar la investigació arqueològica, especialment gràcies a l'obra del primer associat de Thomsen i, posteriorment, el seu successor, Jens Jacob Asmussen Worsaae, que va arribar a ser ministre de cultura del seu país l'últim any de la seva vida. Lubbock li ret tribut i crèdit en la seva obra Prehistoric Times.

Worsaae, el 1862, en la seva obra Om Tvedelingen af Steenalderen, publicat prèviament en anglès a la revista The Gentleman's Magazine, preocupat pels canvis en la tipologia durant cada període, va proposar una divisió bipartita de cada edat:
"Tant pel bronze com per la pedra és evident que uns quants centenars d'anys no és suficient. De fet, les bases bones existien per dividir aquests dos períodes en dos cada un, si no més."
Ell els va anomenar inicial o tardà. Així, les tres edats es van convertir en sis períodes. Els britànics van adoptar el concepte immediatament. L'inicial i el tardà de Worsaae es van convertir en els termes de Lubbock paleo- i neo-, el 1865, però els anglesos utilitzaven indistintament els conceptes "edat de pedra inicial o tardana", com va fer Lyell en l'edició de 1883 de Principles of Geology, amb antic i jove com a sinònims. Com que no hi ha lloc per un mitjà entre dos adjectius comparatius, més tard es van canviar per inicial i tardà. Aquest esquema va crear un problema pe futures subdivisions bipartites, que haurien resultat en conceptes com "edat de pedra inicial inicial", però aquesta terminologia va ser evitada gràcies a l'adopció de la fórmula de Geikie, paleolític superior i inferior.

### La gran revolució de Wallace
Quan Sir John Lubbock estava fent el treball preliminar per a la seva obra magna del 1865, Charles Darwin i Alfred Russel Wallace, publicaven conjuntament els seus primers treballs Sobre la tendència de les espècies a formar varietats i sobre la perpetuació de les varietats i espècies pels mitjans naturals de selecció. L'origen de les espècies de Darwin sortiria el 1859, però no formula clarament la teoria de l'evolució, ja que aquesta s'aplica a l'home només des de La descendència de l'home i sobre la selecció en relació amb el sexe, del 1871. En aquest impàs, Wallace va llegir un document el 1864 a la Societat Antropològica de Londres, que estava molt influenciat en John, i el va publicar l'any següent. Ell cita Wallace:
Des del moment en què es va utilitzar la primera pell com una coberta, quan es va formar la primera antiga llança per millorar la caça, la primera llavor sembrada o plantada, es va dur a terme una gran revolució a la natura, una revolució que inèdita, que no es podia comparar amb el que havia passat durant totes les edats anteriors de la història del món, estava apareixent un ésser que deixaria d'estar subjecte als canvis de l'univers, -esdevenia en certa manera superior a la natura, ja que ell sabia com controlar i regular la seva acció, i podria mantenir-se en harmonia amb ella, no canviant el cos, sinó avançant-se amb la ment.
Quan Wallace distingia entre la ment i el cos estava afirmant que la selecció natural va donar forma a l'home només fins l'aparició de la ment; després d'això ja no jugava cap paper. La ment va modelar l'home modern, i el resultat de la ment és la cultura. El seu aspecte supera les lleis de la natura. Wallace utilitza el terme "gran revolució." Encara que Lubbock cregui que Wallace havia anat massa lluny en aquesta direcció ell va adoptar la teoria de l'evolució convinada amb la revolució de la cultura. Ni Wallace ni Lubbock van oferir cap explicació de com es va realitzar aquesta revolució, o no consideraven que n'havien de donar. La revolució és una acceptació que en l'evolució contínua dels objectes i els esdeveniments es produeixen disconformitats accelerades i inexplicables, com en la geologia. I no és sorprenent que en la reunió del 1874 d'Estocolm del Congrés Internacional d'Antropologia i Arqueologia Prehistòrica, en resposta a la negativa d'Ernst Hamy de qualsevol "ruptura" entre el Paleolític i el neolític basada en els dòlmens descoberts prop de París "que mostren una continuïtat entre la gent del Paleolítics i el neolítics" Edouard Desor, geòleg i arqueòleg, va replicar: "que la introducció d'animals domesticats va ser una completa revolució i ens permet separar les dues èpoques completament."

Una revolució tal com la defineixen Wallace i ho adopta Lubbock és un canvi de règim, o de regles. Si l'home era la nova norma imposada a través de la cultura després de la iniciació de cadascun dels quatre períodes de Lubbock podria considerar-se com un canvi de regles i, per tant, com una revolució diferent, i així ho va interpretar una obra de referència, el Chambers's Journal, el 1879:
"...un avanç en el coneixement i la civilització que equivalia a una revolució en els costums existents en aquest moment i en els costums del món."

A causa de la controvèrsia sobre el Mesolític de Westropp i l'espai indeterminat de Mortillet a partir del 1872 l'atenció arqueològica es va centrar principalment en la revolució entre el Paleolític i el neolític com una explicació de les diferències. Durant unes dècades el Neolític, com se l'anomenava, es descrivia com una espècie de revolució. En la dècada de 1890, el terme s'estandarditzà i la revolució neolítica va començar a aparèixer en les enciclopèdies. El 1925 la Cambridge Ancient History va informar:
""Hi ha un gran nombre d'arqueòlegs que justificadament consideren que el període de l'edat de pedra tardana va ser una revolució neolítica i una revolució econòmica, al mateix temps. Per això és el període en què l'agricultura primitiva es va desenvolupar i va començar la cria de bestiar."

### La revolució de Childe en l'opinió pública
El 1936 Vere Gordon Childe va avançar que faria que la revolució neolítica esdevingués l'opinió dominant. Després de fer poques mencions a la revolució neolítica en la seva primera obra notable, New Light on the Most Ancient East del 1928, Childe en va parlar més en la primera edició de Man Makes Himself del 1936, on va desenvolupar la revolució humana que havien formulat Wallace i Lubbock i la va posar en relació amb la supremacia de la natura i va descriure les dues revolucions amb detall, el Paleolític-Neolític i el neolític-edat del bronze, que ell va anomenar la revolució Segona o Urbana.

Lubbock havia estat tant etnòleg com arqueòleg. Els fundadors de l'antropologia cultural, Edward Burnett Tylor i Lewis Henry Morgan, haurien de seguir el seu exemple en això. Lubbock va crear conceptes com ara els salvatges i els bàrbars basant-se en les costums de les tribus modernes i pressuposant que els termes es podien aplicar sense grans inexactituds als homes del Paleolític i el neolític. Childe va trencar amb aquest punt de vista:
"La suposició que qualsevol tribu salvatge actual és primitiu, en el sentit que la seva cultura reflecteix fidelment la dels homes més antics és gratuïta."

Childe es va concentrar en les inferències que s'havien fet amb les eines:
"Però quan les eines... es consideren... en la seva totalitat, poden revelar moltes més coses. Mostren no només el nivell de les habilitats tècniques... sinó també la seva economia.... Les edats dels arqueòlegs corresponen aproximadament a les etapes econòmiques. Cada nova "edat" s'introdueix per una revolució econòmica...."

Els períodes arqueolòtics determinaven els econòmics:
"Els arqueòlegs poden definir un període quan aparentment es pot definir una economia, l'única manera que indica l'organització de la producció en la superfície de la terra."
Aquests períodes es podrien utilitzar per complementar els històrics quan no hi havia història coneguda. Va reafirmar l'opinió de Lubbock sobre que el Paleolític era una època de la recol·lecció d'aliments i el neolític l'era de la producció d'aliments. Ell va prendre part sobre la qüestió del Mesolític identificant-la amb l'Epipaleolític. El Mesolític era per a ell "una simple continuació de les formes de vida de l'edat de pedra" entre el final del Plistocè i el començament del Neolític. Els termes de Lubbock "salvatgisme" i "barbàrie" no apareixen en Man Makes Himself però la seqüela, What Happened in History (1942), els rebutja (atribuint-los a Morgan, qui els havia pres de Lubbock) amb un argument econòmic: el salvatgisme es deu a la recol·lecció d'aliments i el barbarisme del Neolithic a la producció d'aliments. La civilització comença amb la revolució urbana de l'edat del bronze. Childe, que estava escrivint per a les masses, no actuava des d'un grup d'investigació ni firmava els seus textos. Aquesta pràctica va portar a l'atribució errònia de tot el sistema de tres anys a ell. Va iniciar molt poques de les coses que se li atribueixen. La seva síntesi i l'expansió del seu detall sí que és mèrit seu.

### El Neolític de la pre-ceràmica de Garstang i Kenyon
Tot i que Childe estava desenvolupant el tema d'aquesta revolució, el terra s'enfonsava sota els seus passos. Lubbock no havia trobat cap ceràmica associada amb el Paleolític, que li confirmés l'últim període, "no s'han trobat encara fragments de metall o ceràmica." Ell no va generalitzar la seva afirmació però d'altres no van tardar a fer-ho. L'any següent, el 1866, William Boyd Dawkins va afirmar sobre la gent del Neolític que "ells van inventar l'ús de la ceràmica...." Des de llavors fins a la dècada del 1930 la ceràmica va ser considerada una condició sine qua non del Neolític. El terme Edat de la Pre-Ceràmica es va tilitzar fins a finals del segle xix però referint-se al Peleolític.
Mentrestant, el Fons per a l'Exploració de Palestina es va fundar el 1865 per completar l'estudi sobre els indrets es podien excavar a Palestina el 1880 per començar l'excavació el 1890 en el lloc de l'antiga Tel Laquix a prop de Jerusalem, el primer d'una sèrie planificada sota el sistema de concessió de llicències de l'Imperi Otomà. Sota els seus auspicis el 1908 Ernst Sellin i Carl Watzinger van començar les excavacions a Jericó que havien estat ja excavades per primera vegada per Charles Warren el 1868. Van descobrir una ciutat neolítica i una ciutat de l'edat del bronze. Les excavacions posteriors a la regió tant d'ells com d'altres van descobrir altres ciutats emmurallades que semblen haver precedit a la urbanització de l'edat del bronze.
Totes les excavacions va cessar durant la Primera Guerra Mundial. Quan va acabar, l'Imperi Otomà havia deixat de ser un factor a tenir en compte. El 1919 la nova Escola Britànica d'Arqueologia de Jerusalem va assumir les operacions arqueològiques a Palestina. John Garstang, finalment, va reprendre l'excavació de Jericó entre el 1930 i el 1936. La renovada excavació va descobrir que 3.000 anys de la prehistòria formaven part en realitat del Neolític, però no feien ús de la ceràmica. Va decidir anomenar aquesta etapa com a neolític preceràmic, en oposició a la ceràmica neolítica, sovint anomenat Pre-Ceràmic o ceràmic neolític.
En aquell moment Kathleen Kenyon era una jove fotògrafa amb un talent natural per l'arqueologia. Resolent una sèrie de problemes de datació aviat va avançar a l'avantguarda de l'arqueologia britànica a través d'habilitat i bon criteri. En la Segona Guerra Mundial va servir com a comandant a la Creu Roja. Entre 1952 i 1958 es va fer càrrec de les operacions a Jericó com a directora de l'Escola Britànica, verificant i ampliant el treball i les conclusions de Garstang. Va concloure que hi va haver dos períodes del Neolític preceràmic, l'A i el B. D'altra banda, la PPN s'havia descobert en la majoria dels principals jaciments neolítics al Pròxim Orient i Grècia. En aquest moment la seva capacitat personal per a l'arqueologia era almenys igual a la de Vere Gordon Childe. Si bé el sistema de les tres edats s'atribuïa a Childe en l'opinió pública, Kenyon es va convertir en descobridora de la PPN. El problema de la revolució o evolució del Neolític cada vegada estava més en les mans d'arqueòlegs professionals.

## Subdivisions de l'edat del bronze
L'arqueologia danesa va prendre la davantera en la definició de l'edat del bronze, generant més consens que amb l'edat de pedra. Els arqueòlegs britànics van modelar les seves pròpies excavacions després de les daneses, que van seguir amb avidesa difonent les seves troballes als mitjans. Les referències a l'edat del bronze en els informes d'excavació britànics van començar en la dècada de 1820, contemporàniament amb el nou sistema de C. J. Thomsen. La menció de la primerenca i la tardana edat de bronze va començar en la dècada de 1860 seguint les definicions de Worsaae.

### El sistema tripartit de John Evans
El 1874 en la reunió d'Estocolm del Congrés Internacional d'Antropologia i Arqueologia Prehistòrica, A. Bertrand va suggerir que l'edat del bronze no existia, ja que els artefactes de bronze descoberts eren en realitat de l'Edat del Ferro. Hans Hildebrand va argumentar en contra que hi havia dos Edats del Bronze en un període de transició en els països escandinaus. John Evans va negar que hi hagués qualsevol element que afectés la continuïtat entre les dues edats, i va afirmar que hi havia tres Edats del Bronze, "la primerenca, la mitjana i l'edat del bronze tardana."

El seu punt de vista de l'edat de pedra, seguint el que havia dit Lubbock, era bastant diferent, ja que en Les Antigues Eines de Pedra va negar qualsevol concepte d'una edat de pedra Mitjana. En la seva investigació del 1881, Les Antigues Eines de Bronze (The Ancient Bronze Implements), va afirmar i definir els tres períodes, curiosament corregint la terminologia que ell mateix havia formulat anys abans d'edat del bronze primerenca, mitjana i tardana (les formes actuals) en favor simplement d"una edat primerenca i una de tardana" i una de "mitjana". Ell fa servir "edat del bronze", "Període del Bronze" i "Civilització del Bronze" de manera indistinta. Pel que sembla, Evans va ser sensible en el que havia formulat abans, conservant la terminologia bipartida i alhora proposant la tripartida. Després de fixar un catàleg que implementa els tipus de bronze defineix el seu sistema:
| «                                           | "L'edat del bronze de la Gran Bretanya pot, per tant, considerar-se com un conjunt de tres etapes: la primera, que es caracteritza per les destrals planes o lleugerament lligades i les dagues-ganivets... la segona, que es caracteritza per la daga més pesada i destrals lligades i puntes de llança o dagues,... i el tercer, amb destrals amb pal i moltes formes d'eines i armes,... és en aquesta tercera etapa que van fer la seva primera aparició l'espasa de bronze i la punta de llança empaltada." | » |
| — John Evans, The Ancient Bronze Implements | |   |

### De l'edat de coure d'Evans al míticEneolític
En el primer capítol del seu llibre, Evans proposa per primera vegada una edat de coure de transició entre el Neolític i l'edat del bronze. Considera que hi ha evidències d'indrets llunyans com la Xina i el continent americà que demostren que la fosa de coure va ser precedida de manera universal per un aliatge amb l'estany per fer bronze. Ell no sap com classificar aquesta quarta edat. D'una banda la distingeix de l'edat del bronze. De l'altra banda, l'hi inclou:
"Incloent el període de bronze en el període I de cap manera vull excloure que es pogués utilitzar coure no aliat amb l'estany."
Evans traça amb molt de detall les referències que hi ha a la literatura clàssica sobre els metalls: El llatí aer, aeris i el grec chalkós primer per "coure" i després per "bronze". No esmenta l'adjectiu d'aes, que és aeneus, ni està interessat en la formulació de noves paraules llatines per l'Edat de Coure, que ja són suficients per a ell i per a molts autors anglesos a partir de llavors. Ell ofereix una prova literària que el bronze havia estat utilitzat abans que el ferro, i el coure abans que el bronze.

El 1884 el centre arqueolòtic es va desplaçar a Itàlia amb l'excavació de Remedello i el descobriment de la Cultura de Remedello que va fer Gaetano Chierici. Segons els seus biògrafs del 1886, Luigi Pigorini i Pellegrino Strobel, Chierici va idear el terme Età Eneo-litica per descriure el context arqueològic de les seves troballes, que es creia que eren les restes dels Pelasgs, o gent que van precedir els oradors grecs i llatins a la Mediterrània. Quan es parlava de l'edat (Età) es feria referència a:
"Un període de transició entre l'edat de pedra i l'edat del bronze"
Tant si va ser de manera intencional com si no, la definició era la mateixa que la d'Evans, amb l'excepció que Chierici afegia un terme diferent en llatí. Ell descriu la transició quan fixa el principi (lítica o edat de pedra) i el final (eneo-, o edat del bronze); en anglès, "el període de la pedra al bronze." Poc després, l'"Eneolític" es va començar a introduir en els escrits acadèmics com sinònim d'"Edat de Coure". El propi fill de John Evans, Arthur Evans, va començar a entrar en el món de l'arqueologia pel seu compte i ho va fer estudiant la civilització cretenca, afirmant el 1895 que algunes figures d'argila eren del període Eneolític.

## Taula resum
| Edat            | Període         | Eines | Economia | Indrets                                                                                       | Societat | Religió |
| --------------- | --------------- | --- | --- | --------------------------------------------------------------------------------------------- | --- | --- |
| Edat de pedra   | Paleolític      | Eines fetes a mà i objectes trobats a la natura – garrot, porra, pedra afilada, olduvaià, bifaç, raspador, llança, arpó, agulla de cosir, punxó. En general eines de pedra dels tipus I a IV. | Caçadors-recol·lectors | Estil de vida nòmada – coves, cabanes, barraques de pell, sovint en rius i llacs              | Una societat de banes de caçadors-recol·lectors (25–100 persones) | L'evidència de la creença en el més enllà apareix per primera vegada en el Paleolític superior, marcat per l'aparició dels rituals d'enterrament i culte als avantpassats. Els Xamans, sacerdots i servidors del santuari apareixen a la prehistòria. |
| Edat de pedra   | Mesolític       | Tipus V d'eines utilitzades en objectes compostos – arpó, arc i fletxa. Altres eines com cistelles de pesca, embarcacions                                                                     | Caça i recol·lecció intensiva, exportació d'animals i llavors de plantes silvestres per a ús domèstic i la sembra                              | Llogarets temporals per a dur a terme determinades activitats econòmiques                     | tribus i bandes | L'evidència de la creença en el més enllà apareix per primera vegada en el Paleolític superior, marcat per l'aparició dels rituals d'enterrament i culte als avantpassats. Els Xamans, sacerdots i servidors del santuari apareixen a la prehistòria. |
| Edat de pedra   | Neolític        | Eines de pedra polida, dispositius útils en l'agricultura de subsistència i la defensa – cisell, aixada, jou, falç, abocador de gra, teler, pisa (ceràmica) i armes                           | Revolució neolítica - domesticació de plantes i animals utilitzats en l'agricultura i el pasturatge, compelemntat per la caça i pesca. Guerra. | Assentaments permanents més grans que les aldees a les ciutats emmurallades, obres públiques. | Tribus i formació de dominis liderats per un líder en diverses societats del Neolític al final del període                                                                  | Politeisme, sovint presidit per la deessa mare, xamanisme |
| Edat del bronze | Eneolític       | Eines de coure, torn de terrissaire | Civilització, incloent artesania, comerç | Centres urbans rodejats per comunitats políticament connectades                               | Ciutats-Estat. La formació dels estats s'inicia durant l'edat del bronze Antic a Egipte i Mesopotàmia i durant el final de l'edat del bronze es funden els primers imperis. | Déus ètnics, religió estatal |
| Edat del bronze | Edat del bronze | Eines de l'edat del bronze | Civilització, incloent artesania, comerç | Centres urbans rodejats per comunitats políticament connectades                               | Ciutats-Estat. La formació dels estats s'inicia durant l'edat del bronze Antic a Egipte i Mesopotàmia i durant el final de l'edat del bronze es funden els primers imperis. | Déus ètnics, religió estatal |
| Edat del ferro  | Edat del ferro  | Eines de ferro | Economia nacional presidida pel govern | Ciutats connectades per carrers, capitals                                                     | Estats, imperis | Una o més religions imposades per l'estat |

## Crítiques
El sistema de les tres edats ha rebut crítiques almenys des del segle xix. Totes les fases del seu desenvolupament han estat controvertides. Alguns dels arguments que s'han posat sobre la taula contra aquest sistema s'exposen a continuació.

### Manca de solidesa
En alguns casos la crítica va donar pas a altres sistemes paral·lels de les tres edats, com els conceptes expressats per Lewis Henry Morgan a Ancient Society, que es basa en l'etnologia. En aquest cas el desacord era amb la importància que es dona als metalls per tal de limitar les èpoques. La crítica generalment va substituir la teoria inicial per les seves pròpies definicions de les èpoques. Vere Gordon Childe va afirmar dels primers antropòlegs culturals:
"Al segle passat Herbert Spencer, Lewis H. Morgan i Edward Tylor van proposar esquemes divergents... ens els van presentar en un ordre lògic... Van suposar que l'ordre lògic era el temporal... Els sistemes competitius de Morgan i Taylor es van mantenir malgrat que no estaven verificats i eren incompatibles."

Més recentment, diversos arqueòlegs han posat en dubte la validesa de dividir el temps en èpoques absolutes. Per exemple, un crític recent, Graham Connah, descriu el sistema de les tres edats com un "epocalisme" i afirma:
"el fet que molts escriptors d'arqueologia hàgin utilitzat aquest model durant molt de temps ha fet que molts lectors pensin que és real. Malgfat l'agonia teòrica del darrer mig segle, l'epocalisme segueix viu i té bona salut... Fins i tot en parts del món on el model segueix essent d'ús comú, cal acceptar que, per exemple, no hi ha hagut mai una cosa com l'edat del bronze.'"

### Simplicisme
Alguns consideren que el sistema de les tres edats és massa simple; és a dir, que deixa de banda detalls i força la inclusió d'unes circumstàncies complexes en un motlle on no encaixen. Rowlands sosté que la divisió de les societats humanes en èpoques basant-se en la presumpció d'un únic conjunt de canvis relacionats no és realista:
"Però així com un enfocament sociològic més rigorós ha començat a mostrar que els canvis en l'àmbit econòmic, polític i ideològic no són "un conjunt unívoc" nosaltres ens hem adonat que seguint el mateix criteri es podria segmentar el temps tantes vegades com l'investigador en qüestió consideri oportú."

El sistema de les tres edats és una datació relativa. L'explosió de les dades arqueològiques adquirides al segle xx va ser utilitzat per dilucidar la cronologia relativa en detall. Una de les conseqüències va ser la col·lecció de datacions absolutes. Connah argumenta:
"Així com el radiocarboni i altres formes de datació absoluta contribueixen a fer cronologies més detallades i fiables, pel model de les èpoques és innecessari."
Peter Bogucki de la Universitat de Princeton resumeix la perspectiva adoptada per molts arqueòlegs moderns:
"Tot i que els arqueòlegs moderns s'adonen que aquesta divisió tripartida de la societat prehistòrica és massa simple per reflectir la complexitat del canvi i la continuïtat, termes com "edat del bronze" encara són utilitzats per com una forma molt general per posar l'atenció en moments i llocs particulars i facilitar així la discussió arqueològica."

### Eurocentrisme
Una altra crítica habitual és denunciar una aplicació àmplia del sistema de les tres edats com un model intercultural per al canvi social. El cas és que el model va ser dissenyat originalment per explicar les dades procedents d'Europa i Àsia occidental, però els arqueòlegs també han intentat utilitzar-lo per explicar els esdeveniments socials i tecnològics en altres parts del món com ara Amèrica, Austràlia i Àfrica. Molts arqueòlegs que treballen en aquestes regions han criticat aquesta aplicació com eurocèntrica. Graham Connah escriu que:
"...els intents dels arqueòlegs eurocèntrics d'aplicar el model a l'arqueologia africana ha produït poc més que confusió, mentre que a Amèrica o Austràlia ha estat irrellevant..."
Alicia B. Kehoe es manifesta en el mateix sentit pel que fa a l'arqueologia americana:
"... La presentació de l'arqueologia prehistòrica del professor Wilson va ser un producte europeu portat a través de l'Atlàntic per promoure una ciència americana compatible amb el seu model europeu."
Ella va criticar Wilson perquè "ell va acceptar i reprendre la idea que el desenvolupament europeu va ser paradigmàtic per la humanitat." Aquesta posició crítica sosté que les diferents societats del món han experimentat canvis socials i tecnològics de diferents maneres. Una seqüència d'esdeveniments que descriu l'evolució d'una civilització no necessàriament es pot aplicar a un altre, des d'aquest punt de vista. Els desenvolupaments socials i tecnològics s'han de descriure en el context de la societat objecte d'estudi.